# Виталий (Борисов-Жегачёв)
Архиепи́скоп Вита́лий (в миру Васи́лий Бори́сов-Жегачёв; 1779, Калужская губерния — 23 января (4 февраля) 1841, Астрахань) — епископ Русской православной церкви, архиепископ Астраханский и Енотаевский.

## Биография
Учился в Калужском духовном училище, затем в Калужской духовной семинарии. Закончил Московскую духовную академию, после чего слушал лекции в университете.
По окончании курса был учителем в Калужской семинарии.
В 1812 году принял монашество и через два месяца был возведён в сан архимандрита Троицкого Перемышльского Лютикова монастыря.
С 1816 года назначен инспектором Калужской духовной семинарии.
С 1818 года — ректор Тифлисской духовной семинарии.
С 1819 года — архимандрит Лубенского Мгарского Спасо-Преображенского монастыря и ректор Полтавской духовной семинарии.
28 февраля 1826 года хиротонисан во епископа Слободско-Украинского и Харьковского.
С 12 марта 1832 года — архиепископ Астраханский и Енотаевский.
Скончался 23 января 1841 года «от геморроидальной болезни». Погребён в нижнем храме астраханского Успенского кафедрального собора в приделе во имя святого Платона.